# Gonioscelis melas
Gonioscelis melas là một loài ruồi trong họ Asilidae. Gonioscelis melas được Londt miêu tả năm 2004. Loài này phân bố ở vùng nhiệt đới châu Phi.